# TradingView
TradingViewは、トレーダーや投資家のためのソーシャル・メディア・ネットワーク、分析プラットフォーム、モバイルアプリである。2011年に設立され、ニューヨークとロンドンにオフィスを構えている。2025年現在、SimilarWebによると世界で115番目にアクセスされたウェブサイトである。

## 沿革
TradingViewは2011年に設立された。ニューヨークに本社を置き、ロンドンに欧州市場本部を置いている。